# Himerta lineola
Himerta lineola är en stekelart som beskrevs av Leblanc 1989. Himerta lineola ingår i släktet Himerta och familjen brokparasitsteklar. Inga underarter finns listade i Catalogue of Life.